# Alcea sycophylla
Alcea sycophylla là một loài thực vật có hoa trong họ Cẩm quỳ. Loài này được Iljin & V.V.Nikitin mô tả khoa học đầu tiên năm 1949.